# イヴァー・グルンネット
イヴァー・グルンネット（Iver Grunnet、1952年3月9日 - ）は、デンマークのハンドボール選手で、1980年夏季オリンピックに出場した。
彼はオーフスで生まれた。
1980年、デンマークチームとしてオリンピック大会に参加し9位だった。彼は3試合に出場し、3得点を決めた。

## 参照
- Denmark at the 1980 Summer Olympics